# ديفيد آجوس
ديفيد آجوس (بالإنجليزية: David Agus)‏ هو طبيب أمريكي، ولد في 29 يناير 1965 في بالتيمور في الولايات المتحدة.

## وصلات خارجية
- ديفيد آجوس على موقع IMDb (الإنجليزية)
- ديفيد آجوس على موقع قاعدة بيانات الفيلم (الإنجليزية)